# 国庫制度
国庫制度（こっこせいど）は、国に属する現金や有価証券などを出納・経理する制度のことである。国庫に属する現金を国庫金（こっこきん）と称し、国庫から支出される経費を国費（こくひ）と称する。

## 国庫制度の態様
国庫制度のかたちは、経済社会や行政･財政制度などの歴史的経過に応じて、国ごとに異なっているが、金庫制度（金庫制）と預金制度（預金制）に大別できる。狭義には現金出納としての国庫金をさすが一般には有価証券、物品や国有地などの国有財産を含める。また国が法令または契約に基づき、一般私人等から提出されて一時保管している現金（保管金、供託金）や、公庫から国庫に預託された業務上の現金は国庫金に含める。
金庫制度（金庫制）とは、国庫金を他の資金とはまったく切り離して管理する国庫制度をいう。金庫制度には、国が直接出納業務を行う国有金庫制度（固有金庫制）と、中央銀行などの特定の金融機関に出納業務を委託する委託金庫制度（委託金庫制）とがある。
これに対して、預金制度（預金制）は、国庫金を預金として銀行に預け、他の資金とともに経理され、国は返還請求権（預金債権）のみを持つ国庫制度である。預金制度は、中央銀行預託に限るものと、市中銀行預託を併用するものとに分けられる。預金制度は、金庫制度に比べると、巨額に上る国家資金とその他の民間資金との調整が容易であり、通貨政策も実施しやすくなる。そのため、現代国家では、金融制度の整備とともに、預金制度に移行するのが一般的である。

## 日本における国庫制度
日本において、国庫制度を所管する官庁は財務省（理財局国庫課など）である。現在、日本の国庫制度は、預金制度を採用し、国庫金の取り扱いは日本銀行に統一されている（国庫統一主義）。この預金制度と国庫統一主義（国庫統一の原則）が、現行の日本の国庫制度の二大原則である。
国庫金は、原則として日本銀行に預けられる。国庫金の支払いについては、従来、原則として日本銀行を支払人とする小切手を振り出し、その小切手が国の預金から引き落とされる仕組みをとった。近年は、官庁会計事務データ通信システム（ADAMS）を用いて、日本銀行に指図することにより、日本銀行が国の預金から金融機関の当座預金を介して払い出す仕組みが原則となっている。平成27年度に日本銀行が取り扱った国庫金の支払は3.2億件、1,212兆円。同じく国庫金の受入は1.3億件、1,229兆円にのぼる。
日本銀行に対する国の預金は政府預金と呼ばれる。政府預金のほとんどは当座預金であり、他に別口預金、指定預金などに分類される。
国庫金には、一般会計及び特別会計の手許現金のほかに公庫の預託金などが含まれる。

### 沿革
明治初年に新政府が成立した当初は、政府部内に出納機関を設ける国有金庫制度を採り、実際の現金の取り扱いを行う補助機関には民間の為替業者をあてていた。1872年（明治5年）からは第一国立銀行などの市中の金融機関に取り扱わせ、1882年（明治15年）に中央銀行たる日本銀行が創設されたのを機に、翌年からはもっぱら日本銀行を委託先機関とした。
1890年（明治23年）に会計法（いわゆる明治会計法）が施行され、政府は大蔵省金庫局を廃止して政府自らが国庫金の出納保管を行うことをやめた。そして、国庫金の出納保管する金庫を日本銀行に置き、国庫金の出納保管事務の全てを日本銀行に委託した（委託金庫制度への移行）。日本銀行は、国の機関として国庫金の出納保管を行うべきこととされた。
1922年（大正11年）4月、新たな会計法（いわゆる大正会計法）の施行により、政府は日本銀行を金庫とすることを止め、改めて日本銀行に国庫金の出納の事務を取り扱わせることとした。また、これにより日本銀行が受け入れた国庫金は、日本銀行に対する政府の預金とすることが定められた（預金制度への移行）。第二次世界大戦後の1947年（昭和22年）4月に施行された現行の会計法でも、日本銀行に国庫金の出納事務を取り扱わせ、預金制度が採用されている（会計法34条）。

### 国庫収支
国庫金の収支を国庫収支という。国庫収支は、その受払の相手方により、国庫内振替収支（国庫金を構成する一般会計や特別会計の間での国庫金の振り替えに伴う受払）、国庫対日銀収支（国庫と日銀との受払）、国庫対民間収支（国庫と国民等との間の受払）の3つに分けられる。このうち、国庫対日銀収支、国庫対民間収支により、国庫金の残高は変動する。特に、国庫対民間収支は、国民経済に対して大きな影響を与えるため、極めて重要な指標である。なお、統計では、国庫対民間収支にいくつかの調整を加えた財政資金対民間収支の方が多く用いられる。